# Gustavo Arturo Help
Gustavo Arturo Help (n. Buenos Aires, Argentina, 22 de octubre de 1946) es un obispo católico argentino.
Desde el 24 de marzo de 2001 es el cuarto Obispo de Venado Tuerto (Santa Fe).

## Biografía
Nacido y criado en Buenos Aires. Cuando era joven descubrió su vocación religiosa y decidió entrar al seminario para realizar su formación eclesiástica. Finalmente fue ordenado sacerdote para la Diócesis de Lomas de Zamora, el día 23 de diciembre de 1972, por el entonces obispo diocesano "Monseñor" Desiderio Elso Collino(†).
Tras numerosos años ejerciendo su ministerio pastoral, el 16 de diciembre del 2000 fue nombrado por Su Santidad el Papa Juan Pablo II, como nuevo y cuarto Obispo de la Diócesis de Venado Tuerto.
Además de elegir su escudo, ha escogido el lema "Gracia, Misericordia, Paz".
Recibió la consagración episcopal el 19 de marzo de 2001, a manos de "Monseñor" Desiderio Elso Collino que le ordenó sacerdote.
Y como co-consagrantes tuvo al entonces Obispo de Goya "Monseñor" Luis Teodorico Stöckler, al entonces Obispo de Santiago del Estero "Monseñor" Juan Carlos Maccarone(†) y a su predecesor en este cargo "Monseñor" Paulino Reale Chirina(†).
Tomó posesión oficial de esta sede, el día 24 de marzo de 2001, durante una ceremonia especial que tuvo lugar en la Catedral Diocesana de la Inmaculada Concepción.
Cabe destacar que dentro de la Conferencia Episcopal Argentina (CEA), es miembro de la Comisión Episcopal de Ecumenismo, Relaciones con el Judaísmo, el Islam y otras Religiones.